# União Esporte Clube
L'União Esporte Clube, noto anche semplicemente come União Rondonópolis, è una società calcistica brasiliana con sede nella città di Rondonópolis, nello stato del Mato Grosso.

## Storia
L'União Esporte Clube è stato fondato il 6 giugno 1973. Ha vinto il Torneio Incentivo nel 1975, nel 1976, e nel 1979. L'União Rondonópolis è stato eliminato al primo turno del "Modulo Verde" della Copa João Havelange nel 2000.
Il club ha partecipato alla Coppa del Brasile nel 2009, dove ha guadagnato fama nazionale per aver battuto l'Internacional 1-0 il 18 febbraio, nella gara d'andata del primo turno della coppa. Tuttavia, il club è stato eliminato a quel turno, dopo aver perso 2-0 al ritorno.

## Palmarès

### Competizioni statali
- Campionato Mato-Grossense: 1

2010
- Copa FMF: 2

2017, 2021